# Amerikaans-Russische top in Genève (2021)
De Amerikaans-Russische top in Genève van 2021 was een ontmoeting tussen de Amerikaanse president Joe Biden en de Russische president Vladimir Poetin op 16 juni 2021 in de Zwitserse stad Genève.

## Omschrijving

### Achtergrond
Voorafgaand aan de ontmoeting in Genève hadden Joe Biden en Vladimir Poetin elkaar één keer ontmoet, in Moskou in 2011, toen Biden nog vicepresident was en Poetin eerste minister.
In maart 2021 had Biden Poetin in een interview met George Stephanopoulos (ABC) nog "een moordenaar" genoemd, waarop Poetin reageerde: "Alles wat je zegt, ben je zelf."
In april 2021 hadden Biden en Poetin reeds een telefonisch onderhoud. In mei 2021, enkele weken voorafgaand aan de top, ontmoetten De Amerikaanse en Russische ministers van Buitenlandse Zaken Blinken en Lavrov elkaar reeds tijdens de Arctische top in IJsland.

### Locatie

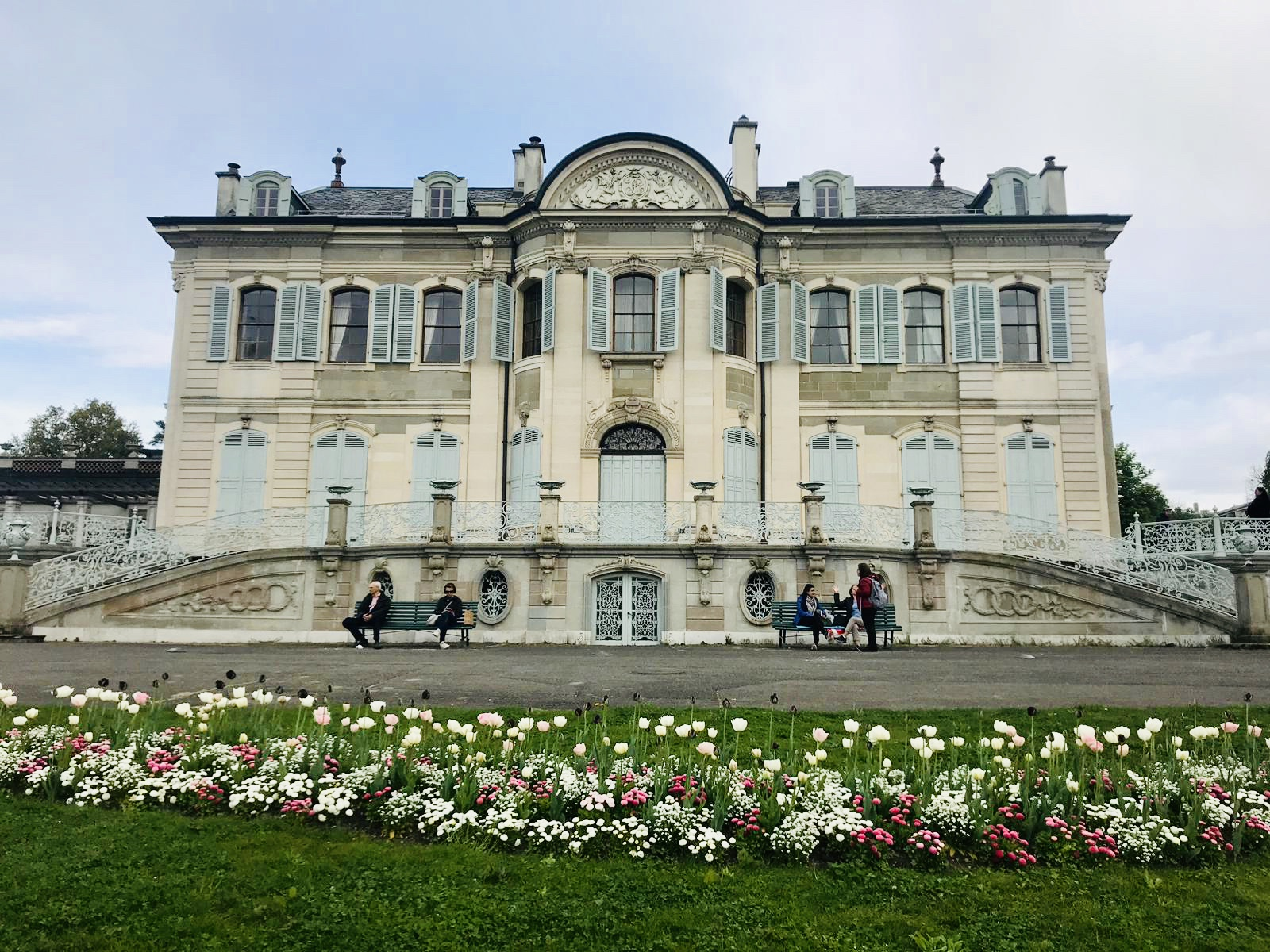
Villa La Grange.

Op 25 mei 2021 werd bekend dat de Zwitserse stad Genève was uitgekozen als locatie voor de Amerikaans-Russische top, hetgeen positief werd onthaald door de Zwitserse bondspresident Guy Parmelin en vicebondspresident en Bondsraadslid bevoegd voor Buitenlandse Zaken Ignazio Cassis. De ontmoeting vindt plaats in de 18e-eeuwse Villa La Grange aan de oevers van het Meer van Genève. In de aanloop naar de top werd het park en de ruime omgeving van de villa afgesloten door de Zwitserse ordediensten.
Tijdens de Koude Oorlog vonden er reeds twee Amerikaans-Russische conferenties plaats in Genève, een eerste maal in 1955 samen met de leiders van Frankrijk en het Verenigd Koninkrijk, en een tweede maal in 1985, toen de Amerikaanse president Ronald Reagan en Sovjet-leider Michail Gorbatsjov elkaar ontmoetten.
Anders dan andere westerse landen trof Zwitserland, dat een traditie heeft inzake neutraliteit, geen sancties tegen Rusland na de annexatie van de Krim in 2014.

## Delegaties

### Amerikaanse delegatie
- Joe Biden, president van de Verenigde Staten
- Antony Blinken, minister van Buitenlandse Zaken
- Jake Sullivan, Nationaal Veiligheidsadviseur
- Victoria Nuland, staatssecretaris van Buitenlandse Zaken
- John Sullivan, Amerikaans ambassadeur naar Rusland
- Eric Green, Nationale Veiligheidsraad topadviseur Rusland
- Stergos Kaloudis, Nationale Veiligheidsraad topadviseur Rusland

### Russische delegatie
- Vladimir Poetin, president van Rusland
- Sergej Lavrov, minister van Buitenlandse Zaken
- Anatoli Antonov, Russisch ambassadeur naar de VS
- Yuri Ushakov, assistent Buitenlandse Zaken voor de president
- Dmitry Peskov, perschef van het Kremlin
- Valery Gerasimov, hoofd van de Russische generale staf
- Sergei Ryabkov, plaatsvervangend minister van Buitenlandse Zaken
- Dmitry Kozak, plaatsvervangend stafchef van het Kremlin
- Alexander Lavrentyev, speciale afgevaardigde van de Russische president voor de Syrische overeenkomst